# 赵岩 (记者)
赵岩（1962年3月14日—），中华人民共和国公民，哈尔滨人，在任《纽约时报》北京分社新闻助理期间被捕，成为国际新闻人物。

## 生平
- 2004年9月7日（9月16日至19日，中共十六届四中全会在北京召开[1]），纽约时报报导了江泽民即将辞去中国共产党中央军事委员会主席一职，与中共中央总书记胡锦涛进行权力交接的消息，比中国官方报导早了十天。[2]

- 2004年9月17日，赵岩在上海被国家安全局逮捕，被控犯有泄露国家机密罪。如果罪名成立，量刑可以有期徒刑10年到最高刑罚死刑[3]。中国官方怀疑是赵岩把江泽民将辞去中共中央军委主席职务的消息泄露给了纽约时报，但是纽约时报否认赵岩是消息来源。[4]

- 2005年1月，案件移交北京市第二中级人民法院，但审理一再延期。

- 2005年5月20日，赵岩案移交给北京市第二人民检察院审理。[5]

- 2005年6月1日，在中国官方以涉嫌泄露国家机密罪拘押赵岩的7个月限期到来之际，赵岩的律师莫少平说，北京警方对赵岩提出了新的诈骗指控。赵岩被怀疑参与了“一起重大的诈骗案”。这项新罪名可以使北京警方再合法监禁赵岩7个月而无须送交法院审理[6]，因此一般被认为是“技术性”的。

- 2005年12月7日，获无国界记者——法兰斯基金会“捍卫新闻自由奖”。[7]

- 2005年12月，第二次被检察院退回安全局再作补充侦察，律师指控方证据不足。

- 2006年3月17日，中华人民共和国领导人胡锦涛即将访问美国之际，检察院撤销对赵岩的所有指控[8]，但是赵岩继续被关押。

- 2006年5月15日，检察院通知，重新向北京第二中级人民法院起诉，辯護律师認為，指控内容未变，再行起訴沒有法律依據。

- 2006年8月25日，北京市第二中级人民法院第七法庭判赵岩欺诈罪处以3年徒刑，同时法庭表示泄露国家机密罪证据不足，罪名不能成立[3]。后来赵岩提出上诉。[9]此判决引发无国界记者[10]和香港社会[11]的强烈反应。

- 2006年12月1日，北京市高级法院驳回赵岩的上诉。[12]

- 2007年9月15日，赵岩刑满获释。[13][14]